# Oramia mackerrowi
Oramia mackerrowi is een spinnensoort in de taxonomische indeling van de trechterspinnen (Agelenidae).
Het dier behoort tot het geslacht Oramia. De wetenschappelijke naam van de soort werd voor het eerst geldig gepubliceerd in 1959 door Brian John Marples.